# Eben Byers
Eben Byers   (Pittsburgh, 12 d'abril de 1880 - Manhattan, 31 de març de 1932) fou un industrial nord-americà, esportista destacat i membre de l'alta societat dels Estats Units. L'any 1906, va aconseguir la victòria al Campionat Amateur dels Estats Units de golf. Va morir de càncer de mandíbula a conseqüència del consum prolongat de Radithor, un medicament patentat que consistia en sals de radi dissoltes en aigua, del qual en va arribar a ingerir unes 1.400 ampolles.

## Biografia

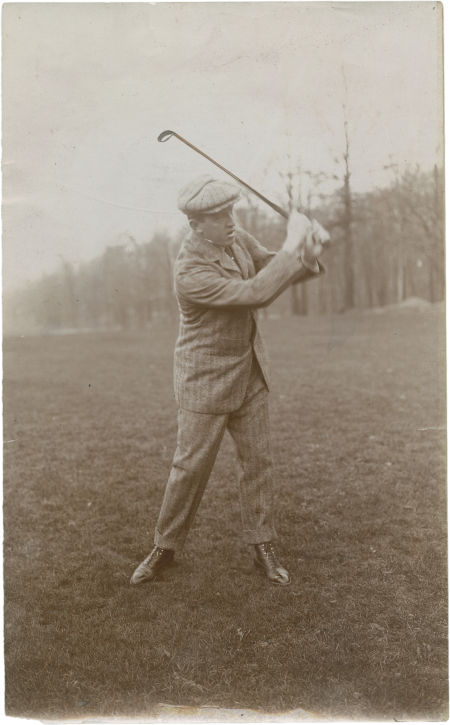
Eben Byers a la dècada del 1920

Fill de l'industrial Alexander Byers, Eben Byers va rebre la seva educació a la St. Paul's School i posteriorment al Yale College. Va adquirir reputació com a destacat esportista i va formar part de l'equip de golf dels Yale Bulldogs. Byers es va coronar campió amateur de golf dels Estats Units l'any 1906, després d'haver obtingut el subcampionat en les edicions de 1902 i 1903 Byers va acabar esdevenint president de la Girard Iron Company, empresa fundada pel seu pare.
L'any 1927, Byers va patir una lesió al braç en caure d'una llitera mentre viatjava en ferrocarril. Per tractar el dolor persistent derivat a la lesió, un metge li va recomanar el consum de Radithor, un medicament patentat elaborat per William J.A. Bailey. Bailey, que havia abandonat els estudis a la Universitat Harvard i afirmava falsament ser doctor en medicina, es va enriquir venent Radithor --una solució de radi dissolta en aigua--, la qual promocionava com un estimulant del sistema endocrí. Oferia als metges una comissió equivalent a una sisena part per cada dosi de Radithor que prescrivien.
Byers va començar a consumir diverses dosis diàries de Radithor, convençut que li proporcionava una “sensació tonificada”. Tanmateix, va interrompre el tractament l'octubre del 1930, després d'haver pres aproximadament 1.400 dosis, quan aquest afecte beneficiós va desaparèixer. Va començar a perdre pes, patia mals de cap recurrents i se li van començar a caure les dents, signes clars del deteriorament de la seva salut. L'any 1931, la Comissió Federal de Comerç li va demanar a Byers que testifiqués sobre la seva experiència amb el Radithor, però es trobava massa debilitat per viatjar. Per aquest motiu, la comissió va enviar un advocat al seu domiliici per prendre-li declaració. Aquest advocat va informar que a Byers "li havien extret tota la mandíbula superior, excepte dues dents frontals, i la major part de la mandíbula inferior" i que "la resta de teixit ossi del seu cos s'estava desintegrant; de fet, s'hi estaven formant forats al crani".
La seva mort, ocorreguda el 31 de març del 1932, va ser atribuïda a una "intoxicació per radiació", segons la terminologia mèdica de l'època, tot i que la causa real van ser diversos càncers provocats per l'exposició prolongada al radi, no pas una síndrome de radiació aguda. És conegut que el radi emet tres tipus principals de radiació: alfa, meta i gamma. Tot i que la radiació alfa té una capacitat de penetració molt limitada i generalment no representa cap perill extern a l'organisme, la ingestió de radi en forma de Radithor va provocar-ne l'acumulació als ossos, on la radiació va causar greus danys interns amb el temps.Sense la protecció natural de la pell, la radiació alfa --altament ionitzat-- va poder actuar directament sobre els teixits interns, causant danys cel·lulars intesos i localitzats. Aquest efecte acumulatiu és el que finalment, va provocar el desenvolupament de diversos càncers i la mort de Byers. Està enterrat al cementiri d'Allegheny a Pittsburgh, Pennsilvània, dins d'un taüt folrat de plom.

## Llegat
La mort de Byers va tenir una gran reprecussió mediàtica i va contribuir significativament a sensibilitzar l'opinió pública sobre els perills associats a les anomenades "cures" radiocatives.
La Comissió Federal de Comerç va emetre una ordre contra l'empresa Bailey, exigint que "cessessin" i desistissin de les diverses afirmacions prèvies sobre el valor terapèutic de Radithor i que declaressin que "el producte Radithor és inocu". Posteriorment, va fundar el "Radium Institute" a Nova York i va comercialitzar diversos productes radioactius, incloent-hi un clip de cinturó radioactiu, un pisapapers radioactiu i un dispositiu dissenyat per fer que l'aigua fos radioactiva.
L’any 1965, després d’exhumar el cos de Byers, el físic del MIT Robley Evans va estimar que la ingesta total de radi per part de Byers era d’uns 1.000 μCi (37 MBq), aproximadament repartida a parts iguals entre Ra-226 i Ra-228, aquest darrer un isòtop altament radioactiu. El Dr. Evans també va investigar pintors de dials de radi, i va poder estudiar un cas en què la ingesta de radi era similar, encara que lleugerament superior, a la de Byers.

## Campionats importants

### Victòries amateurs
| Any  | Campionat        | Puntuació guanyadora | Subcampió  |
| ---- | ---------------- | -------------------- | ---------- |
| 1906 | Amateur dels EUA | 2 amunt              | Jordi Lleó |

### Cronologia dels resultats
| Torneig              | 1900 | 1901 | 1902 | 1903 | 1904 | 1905 | 1906 | 1907 | 1908 | 1909 |
| -------------------- | ---- | ---- | ---- | ---- | ---- | ---- | ---- | ---- | ---- | ---- |
| U.S. Open            |      |      |      |      |      |      |      |      | CUT  |      |
| U.S. Amateur         | R16  | R16  | 2    | 2    | R16  | QF   | 1    | SF   | QF   |      |
| El Campionat Amateur |      |      |      |      | R32  |      |      | R128 |      |      |
| Torneig              | 1910 | 1911 | 1912 | 1913 | 1914 | 1915 | 1916 | 1917 | 1918 | 1919 |
| U.S. Amateur         | R32  | R32  | R32  | R16  | R16  | R32  | R32  | NT   | NT   | DNQ  |
| Torneig              | 1920 | 1921 | 1922 | 1923 | 1924 | 1925 | 1926 |      |      |      |
| U.S. Amateur         | DNQ  |      |      |      |      |      | DNQ  |      |      |      |

Apunt: Byers va morir abans que es fundés el Torneig Masters i no va arribar a disputar mai l'Open Championship. Com a aficionat, no va poder jugar al Campionat de la PGA .
NT = No hi va haver torneig DNQ = No es va classificar per a disputar la fase de partits eliminatoris. R128, R64, R32, R16, QF, SF = Indica la ronda en què el jugador va ser eliminat, és a dir, el partit en què va perdre.
Informació treta per a US Amateur: Base de dades del campionat USGA
Informació treta per a 1904 British Amateur: Golf, juliol de 1904, pàg. 6.
Informació treta aquest en 1907 per British Amateur: The Glasgow Herald, 29 de maig de 1907, pàg. 12.